# Trifluorure d'antimoine
Le trifluorure d'antimoine, aussi appelé réactif de Swart, est un composé chimique de formule SbF3. A température ambiante, il se présente sous la forme d'un solide cristallin gris clair utilisé comme pigment et dans les céramiques.

## Synthèse
Le trifluorure d'antimoine peut être synthétisé à partir de fluorure d'hydrogène avec le trioxyde d'antimoine.
{\displaystyle \mathrm {Sb_{2}O_{3}+6HF\longrightarrow \ SbF_{3}+3\ H_{2}O} }